# Magny-Cours
Magny-Cours är en kommun i departementet Nièvre i regionen Bourgogne-Franche-Comté i de centrala delarna av Frankrike. Kommunen ligger i kantonen Imphy som tillhör arrondissementet Nevers. År 2022 hade Magny-Cours 1 417 invånare.

## Befolkningsutveckling
Antalet invånare i kommunen Magny-Cours
| Referens: INSEE |

## Utbildning
- Institut supérieur de l'automobile et des transports